# Stazione di Massa Martana
Stazione di Massa Martana vasútállomás Olaszországban, Umbria régióban, Massa Martana településen.

## Vasútvonalak
Az állomást az alábbi vasútvonalak érintik:
- Centrale Umbra-vasútvonal

## Kapcsolódó állomások
A vasútállomáshoz az alábbi állomások vannak a legközelebb: 
- Stazione di Acquasparta (Stazione di Terni, Centrale Umbra-vasútvonal)
- Stazione di San Faustino-Casigliano (Sansepolcro railway station, Centrale Umbra-vasútvonal)